# Muzeum Rosice nad Labem
Museum Rosice nad Labem je železniční muzeum s expozicí věnovanou městské hromadné dopravě. Muzeum provozuje od podzimu 2001 Pardubický spolek historie železniční dopravy. Na konci 90. let se zrodila myšlenka zřídit nějakou stálou výstavku různých předmětů, které spolek od svého založení (1990) nashromáždil. Byl nalezen vhodný objekt v Pardubicích – bývalá vodárna na nádraží Pardubice-Rosice nad Labem. Po rozsáhlé opravě a přizpůsobení novému určení se otevřely dveře tohoto musea. Budova vodárny je kulturní památkou ČR a pochází z roku 1871. Každým rokem přibývají uvnitř i venku nové exponáty a konají se zde nejrůznější doprovodné akce. Většina z nich je určena široké veřejnosti, a především rodinám s dětmi, pro potěšení i poučení. V museu najdete různé předměty, které se vážou k Pardubickému kraji a přilehlým tratím.
Od roku 2009 spolek příležitostně otevírá svou druhou expozici v budově bývalé vodárny na nádraží Slatiňany. Zde je ke zhlédnutí například parní stroj z roku 1874.
Pardubický spolek historie železniční dopravy nabízí:
- Jízdy historických vlaků – složených nejčastěji z motorových vozů řady M 131.1 (M 131.1133, M 131.1228), přípojného vozu BDlm či některého renovovaného nákladního vozu
- Jízdy historických trolejbusů v Pardubicích Škoda 9Tr ev. č. 353 nebo Škoda-Sanos S 200 ev. č. 329
- Prohlídku železničního muzea v železniční stanici Pardubice-Rosice nad Labem a to i mimo otevírací dobu (po předchozí domluvě za poplatek).
- Prezentaci zahradní železnice LGB a mnoho dalšího